# Jessica Boone
Jessica Boone (Houston, Texas, 14 de mayo de 1984) es una actriz de cine, televisión y doblaje estadounidense con una amplia experiencia en Shakespeare y teatro musical que solía trabajar principalmente para ADV Films, Seraphim Digital y Sentai Filmworks cuando vivía en Houston.

## Carrera
Boone ha sido una jugadora líder en el Houston Shakespeare Festival y es co-CEO y artista asociada de Prague Shakespeare Company, el teatro profesional en inglés de la República Checa, donde sus papeles han incluido a Rosalinda, Julieta, Helena, Regan, Ofelia, Innogen y Lady Macbeth entre otros. Boone también es una reconocida actriz de doblaje conocida en todo el mundo del anime por su trabajo expresando cientos de personajes en series animadas japonesas como Mimmy en Hello Kitty, Misaki Suzuhara en Angelic Layer, Rei Miyamoto en High School of the Dead, Chiyo Mihama en Azumanga Daioh y Sheele en Akame ga Kill!.
Su trabajo en cine y televisión incluye películas Unlocked dirigidas por Michael Apted, protagonizadas por Michael Douglas, Orlando Bloom, Noomi Rapace y John Malkovich y Puertorriqueños en París protagonizados por Rosario Dawson, Rosie Pérez y Luis Guzmán. Boone también apareció en Disney-ABC Television Group como Rabia en Missing protagonizada por Ashley Judd, Sean Bean y Cliff Curtis. Actualmente vive en Praga, República Checa, y ocasionalmente regresa al área de Houston, Texas.

## Filmografía
- Spectrauma (2011) – Isabelle[2]
- Missing (2012) – Rabia[1]
- Meet the Engineer (2012, series web para Škoda Auto) – Sophie[3][4]
- Unlocked – Asistente de Romley (2016)[5]
- Puertorriqueños en París – Secretaria de Vicente (2015)